# 1368 Numidia
1368 Numidia (1935 HD) là một tiểu hành tinh vành đai chính được phát hiện ngày 30 tháng 4 năm 1935 bởi C. Jackson ở Johannesburg (UO).